# María Eugenia De León Pérez
María Eugenia De León Pérez (26 de enero de 1944 - 18 de junio de 2015) fue una contadora y política mexicana. 

## Biografía
Estudió una licenciatura en Contaduría Pública y Auditoría en la Universidad Autónoma de Nuevo León.
Ocupó diferentes cargos públicos y académicos relevantes. Fue la primera alcaldesa mujer del municipio de Valle Hermoso, en Tamaulipas desde 1996 a 1998 y la primera de un partido opositor al gobierno estatal, también fungió como diputada local de 2005 a 2007 y llegó a la diputación federal en la LXII Legislatura del Congreso de la Unión de México; perteneciente al Partido Acción Nacional en el 2012.
Falleció mientras ocupaba el cargo el 18 de junio de 2015 a los 71 años, de una embolia.